# Schelpengeld

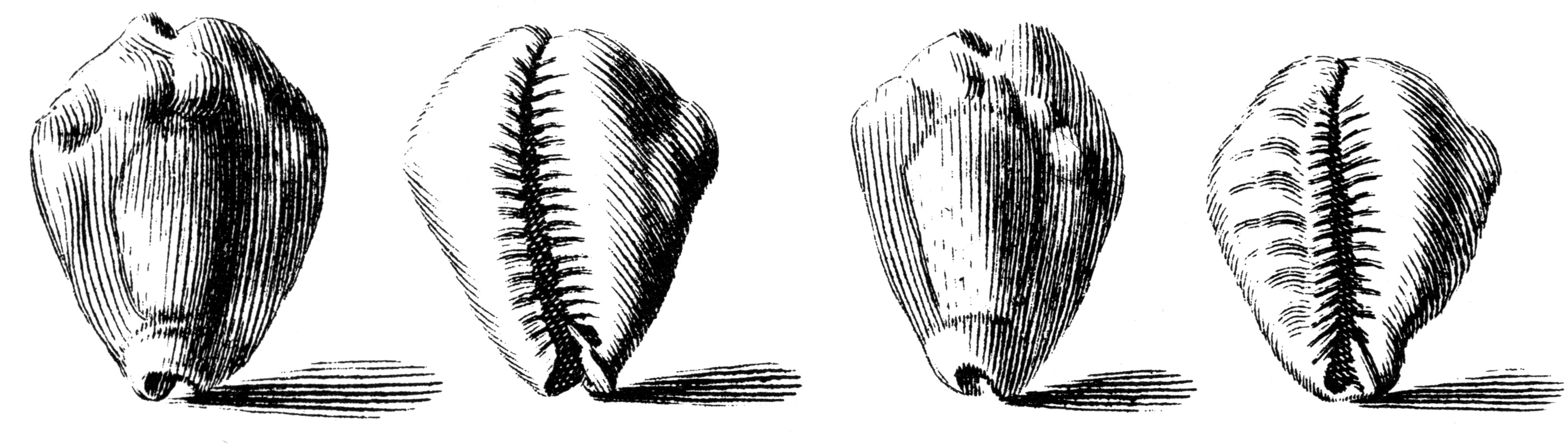
Tekening uit 1742 van schelpen die als ruilmiddel werden gebruikt.

Schelpengeld is een ruilmiddel, bestaande uit (stukken van) schelpen. Het was ooit gebruikelijk in veel landen in Azië en Afrika. Soms werden de schelpen kunstmatig vervormd. 

## Azië

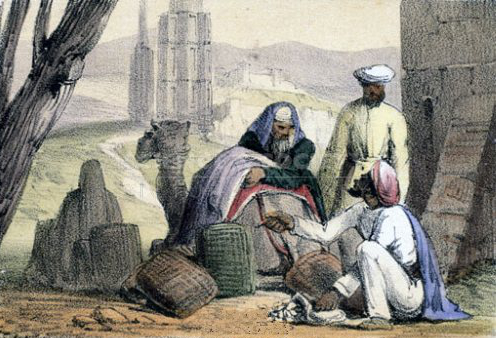
Een Arabische handelaar met kauri schelpengeld (1845).

De schelp die wereldwijd het meest als ruilmiddel is gebruikt, is die van de Cypraea moneta. Deze worden vooral veel gevonden in de Indische Oceaan. Ze werden verzameld op de Maldiven, in Sri Lanka, langs de kust van Borneo en op andere Oost-Indische eilanden. 
Op de eilanden ten noorden van Nieuw-Guinea werden schelpen gebroken in onderdelen en van gaten voorzien alvorens ze als ruilmiddel te gebruiken.
Nog tot 1882 werd schelpengeld gebruikt op de Salomonseilanden. Ook in China was schelpengeld ooit een ruilmiddel. Dit is nog altijd te zien aan het Chinese karakter voor geld, dat onder andere het teken voor schelp bevat: 貝. Er zijn archeologische vondsten uit China bekend van bronzen voorwerpen, al dan niet verguld, die de vorm en afmetingen van de kaurischelp hebben. Deze vondsten worden beschouwd als primitief geld.

## Afrika
In West-Afrika was het gebruik van schelpengeld vrij gebruikelijk tot het midden van de 19e eeuw. Voor de afschaffing van de slavenhandel werden er vaak grote hoeveelheden schelpen vanuit de Britse havens vervoerd. Schelpen waren ook een ruilmiddel in het Koninkrijk Kongo.
Daar de waarde van schelpengeld in West-Afrika veel groter was dan in de regio’s waar de schelpen vandaan kwamen, was de handel in de schelpen zeer lucratief. Soms werd er 500% winst op behaald. Het gebruik van schelpengeld verspreidde zich van West-Afrika verder landinwaarts. Rond 1850 kwam Heinrich Barth schelpen als ruilmiddel tegen in Kano, Kuka, Gando, en Timboektoe. In landen aan de kust werden schelpen vaak geregen aan kettingen van 40 of 100 schelpen.
Schelpengeld werd in de meer afgelegen delen van Afrika nog tot in de 20e eeuw gebruikt, maar moest uiteindelijk plaatsmaken voor moderne valuta.

## Australië
In het noorden van Australië werd schelpengeld gebruikt door verschillende Aboriginalstammen. Deze stammen gebruikten echter niet allemaal dezelfde schelpen en hetzelfde systeem voor het bepalen van de waarde, waardoor schelpen die bij de ene stam veel waard waren vrijwel geen waarde konden hebben bij een andere stam.

## Noord-Amerika
De Indianenstammen in Alaska en Californië gebruikten schelpen van de soort Antalis pretiosa, behorende tot de Scaphopoda, als ruilmiddel. De waarde van deze schelpen werd bepaald door hun lengte.
Meer naar het zuiden gebruikten Indianen schelpen van de Saxidomus gracilis als ruilmiddel.
De Algonkinstammen aan de oostkust van Noord-Amerika gebruikten riemen gemaakt van stukjes schelp van de Mercenaria mercenaria als ruilmiddel.

## Europa
Europese handelaars gebruikten ooit ook schelpen als betaalmiddel. Vanuit gezonken VOC-schepen spoelen aan de Noordzeekusten nog geregeld geldkauri's aan.